# Приобалне пустиње
Приобалне пустиње су најчешће смештене на западним крајевима континената близу повратника. Оне су под утицајем хладних морских струја које се крећу паралелно уз обалу. Будући да пасати преовладавају у саставу локалних ветрова, те су пустиње мање стабилне од осталих врста пустиња. Зимске магле које настају због хладних морских струја често прекрију приобалне пустиње спречавајући сунчево зрачење. Приобалне пустиње су релативно комплексне јер су под утицајем терестричких, океанских и атмосферских састава. Атакама, једна од приобалних пустиња у Јужној Америци, је најсувља пустиња на Земљи. У Атаками се ретко може измерити 1 милиметар или више падавина једном у сваких 5-20 година. Остале приобалне пустиње чине Сечура у Јужној Америци], пустиња Баха Калифорнија у Северној Америци, Атлантска приобална пустиња и Намиб у Африци.
Српасте дине су уобичајене у приобалним пустињама, с превладавајућим копненим ветровима, као што је пустиња Намиб.